# Morti nel 1528
| Questa pagina contiene informazioni ricavate automaticamente dalle voci biografiche con l'ausilio del template Bio e di un bot. L'aggiornamento è periodico e automatico e ricostruisce completamente la pagina. Se manca una persona in questa lista, sei pregato di non aggiungerla, ma accertati piuttosto che la sua voce biografica contenga il template Bio e che i dati anagrafici siano correttamente compilati. Se il template Bio manca, inseriscilo tu stesso o, in alternativa, metti l'avviso {{tmp\|Bio}} che ne segnala la mancanza. Se i dati riportati sono sbagliati, correggi direttamente la voce biografica; le modifiche saranno visibili in questa lista entro pochi giorni. Per chiarimenti vedi il progetto biografie. La lista contiene solo le 96 persone che sono citate nell'enciclopedia e per le quali è stato implementato correttamente il template Bio. Pagina aggiornata al 18 giu 2025. |

## Gennaio(3)
- 8 gennaio - Francesco Armellini Pantalassi de' Medici, cardinale italiano (n. 1469)
- 23 gennaio - Erhard Ratdolt, tipografo tedesco (n. 1442)
- 28 gennaio - Filippo di Kleve-Ravenstein, nobile e militare francese (n. 1459)

## Febbraio(3)
- 6 febbraio - Agnolo Cesi, militare e mecenate italiano (n. 1450)
- 14 febbraio - Edzardo I della Frisia orientale, conte (n. 1461)
- 15 febbraio - Giovanni Battista Boiardo, nobile (n. 1503)

## Marzo(5)
- 2 marzo - Antonio Alamanni, poeta italiano (n. 1464)
- 10 marzo - Balthasar Hubmaier, teologo tedesco (n. 1480)
- 13 marzo - Vespasiano Colonna, condottiero italiano
- 23 marzo - Cristoforo Numai da Forlì, cardinale e vescovo cattolico italiano
- 24 marzo - Andrea Marone, umanista e poeta italiano

## Aprile(5)
- 1º aprile - Francisco de Peñalosa, compositore spagnolo
- 6 aprile - Albrecht Dürer, pittore, incisore e matematico tedesco (n. 1471)
- 18 aprile - Antonio II Martinengo di Padernello, militare italiano (n. 1494)
- 22 aprile - Andrea Foscolo, politico, diplomatico e militare italiano (n. 1450)
- 28 aprile - Hugo de Moncada, nobile, politico e militare spagnolo (n. 1476)

## Maggio(4)
- 3 maggio - Clarice de' Medici, nobildonna italiana (n. 1489)
- 4 maggio - Bernard Strigel, pittore tedesco (n. 1461)
- 21 maggio - Emilia Pio di Savoia, nobildonna italiana
- 22 maggio - Orazio Baglioni, nobile e condottiero italiano (n. 1493)

## Giugno(4)
- 3 giugno - Gülruh Hatun
- 10 giugno - Paride Grassi, vescovo cattolico e teologo italiano
- 27 giugno - Antonio Carafa della Stadera, I principe di Stigliano, nobile e politico italiano
- 30 giugno - William Compton, militare inglese

## Luglio(4)
- 3 luglio - Floriano Ferramola, pittore italiano
- 5 luglio - Juan de Aragón, politico spagnolo (n. 1457)
- 20 luglio - Giovanni Candido, storico e giurista italiano
- 24 luglio - Belisario Acquaviva, condottiero italiano (n. 1464)

## Agosto(6)
- 13 agosto - Michelangelo Brandini, orafo italiano (n. 1459)
- 15 agosto - Odet de Foix, generale francese
- 20 agosto - Georg von Frundsberg, condottiero tedesco (n. 1473)
- 23 agosto - Luigi di Lorena, vescovo cattolico e militare francese (n. 1500)
- 28 agosto - Pietro Navarro, condottiero spagnolo
- 31 agosto - Matthias Grünewald, pittore tedesco

## Settembre(3)
- 12 settembre - Antoniotto Adorno, doge (n. 1479)
- 17 settembre - Íñigo Fernández de Velasco, II duca di Frías, nobile spagnolo (n. 1462)
- 19 settembre - Carlo di Navarra, principe (n. 1510)

## Ottobre(4)
- 5 ottobre - Richard Foxe, vescovo cattolico britannico
- 18 ottobre - Michele Antonio di Saluzzo, generale italiano (n. 1495)
- 21 ottobre - Giovanni di Schwarzenberg-Hohenlandsberg, nobile tedesco (n. 1463)
- 21 ottobre - Andrea Torresano, tipografo e editore italiano (n. 1451)

## Dicembre(3)
- 1º dicembre - Enrico Pandone, nobile e condottiero italiano
- 7 dicembre - Margherita di Sassonia, principessa sassone (n. 1469)
- 13 dicembre - Casimiro II di Teschen, duca (n. 1448)

## Senza giorno specificato(52)
- Agnolo di Polo, scultore italiano (n. 1470)
- Pier Jacopo Alari Bonacolsi, scultore e orafo italiano (n. 1460)
- Alesso di Benozzo, pittore italiano (n. 1473)
- Alessandro Araldi, pittore italiano
- Jean d'Auton, religioso, scrittore e poeta francese (n. 1466)
- Antonio Maria Avogadro, politico e militare italiano (n. 1500)
- Alessio Beccaguto, militare e ingegnere italiano
- Jan de Beer, pittore fiammingo
- Violante Bentivoglio, Signora di Rimini, nobile italiano (n. 1475)
- Boabdil di Granada, sultano (n. 1459)
- Bonino de Boninis, editore e tipografo dalmata (n. 1454)
- Nicolò Burzio, teorico musicale italiano
- Domenico Capriolo, pittore italiano (n. 1494)
- Cesare Fieramosca, condottiero italiano
- Francesca Fieschi, nobile italiana
- Francesco Fortunati, religioso italiano
- Pietro Andrea Gambari, giurista e presbitero italiano (n. 1480)
- Pirro Gonzaga, condottiero italiano (n. 1499)
- Eusebio de Granito, vescovo cattolico italiano
- Ravidas, poeta e mistico indiano
- Isidoro Isolani, teologo italiano
- Rinaldo Jacovetti, pittore, scultore e architetto italiano (n. 1475)
- Lelio Manfredi, umanista e scrittore italiano
- Bernardino Mantegna, pittore italiano (n. 1490)
- Sebastiano da Lugano, architetto e scultore svizzero
- Pietro Antonio Mattei, nobile, imprenditore e politico italiano
- Maturino da Firenze, pittore italiano (n. 1490)
- Ludovico Mazzolino, pittore italiano
- Leonardo de' Medici, vescovo cattolico italiano
- Sperandio Miglioli, scultore e medaglista italiano
- Giovanni Minello, scultore italiano
- Pánfilo de Narváez, esploratore spagnolo (n. 1470)
- Giovanna Orsini, nobile italiana
- Jacopo Palma il Vecchio, pittore italiano
- Paolo Casotti, imprenditore italiano
- Giovan Francesco Penni, pittore italiano (n. 1488)
- Andrea Previtali, pittore italiano
- Giovanni Antonio Requesta, pittore italiano (n. 1481)
- Pier Francesco Sacchi, pittore italiano (n. 1485)
- Gonzalo de Sandoval, esploratore spagnolo (n. 1497)
- Lo Spagna, pittore spagnolo
- Bernardino Speroni, medico italiano
- Stanislaw Stoss, scultore polacco (n. 1478)
- Ambrogio Talento, vescovo cattolico italiano
- Bartolomeo Bergamasco, scultore italiano
- Antonio Tironi, scultore e pittore italiano
- Tommaso Illirico, francescano italiano (n. 1484)
- Pietro Torrigiano, scultore e medaglista italiano (n. 1472)
- Paolo Camillo Trivulzio, I duca di Boiano, militare e nobile italiano
- Vitello Vitelli, condottiero e nobile italiano (n. 1480)
- Pregianni de Bidoux, ammiraglio francese (n. 1468)
- Bernardino delle Croci, orafo e scultore italiano